# Olivette
Olivette é uma cidade localizada no estado americano do Missouri, no Condado de St. Louis.

## Demografia
Segundo o censo americano de 2000, a sua população era de 7438 habitantes.
Em 2006, foi estimada uma população de 7442, um aumento de 4 (0.1%).

## Geografia
De acordo com o United States Census Bureau tem uma área de 7,2 km², dos quais 7,2 km² cobertos por terra e 0,0 km² cobertos por água.

## Localidades na vizinhança
O diagrama seguinte representa as localidades num raio de 8 km ao redor de Olivette.